# Bhagawatipur (Siraha)
Bhagawatipur (nepalski: भगवतीपुर) – gaun wikas samiti we wschodniej części Nepalu w strefie Sagarmatha w dystrykcie Siraha. Według nepalskiego spisu powszechnego z 2001 roku liczył on 696 gospodarstw domowych i 4435 mieszkańców (2161 kobiet i 2274 mężczyzn).